# Ферромолибден
Ферромолибден — ферросплав, содержащий 50-60 % молибдена.

## Состав
Состав ферромолибдена согласно ГОСТ 4759-89 (цитируется по) показан в таблице.
| Марка     | Mo, %, не менее | W           | Si  | C    | P    | S    | Cu  | As   | Sn   | Sb   | Pb   | Zn   | Bi   |
| --------- | --------------- | ----------- | --- | ---- | ---- | ---- | --- | ---- | ---- | ---- | ---- | ---- | ---- |
| Марка     | Mo, %, не менее | %, не более |     |      |      |      |     |      |      |      |      |      |      |
| ФМо60(нк) | 60              | 0,3         | 0,5 | 0,05 | 0,05 | 0,10 | 0,5 | 0,02 | 0,01 | 0,01 | 0,01 | 0,01 | 0,01 |
| ФМо60     | 60              | 0,3         | 0,8 | 0,05 | 0,05 | 0,10 | 0,5 | 0,02 | 0,01 | 0,01 | 0,01 | 0,01 | 0,01 |
| ФМо58(нк) | 58              | 0,5         | 0,5 | 0,08 | 0,05 | 0,10 | 0,8 | 0,03 | 0,02 | 0,02 | 0,01 | 0,01 | 0,01 |
| ФМо58     | 58              | 0,5         | 1,0 | 0,08 | 0,05 | 0,12 | 0,8 | 0,03 | 0,02 | 0,02 | 0,01 | 0,01 | 0,01 |
| ФМо55     | 55              | 0,8         | 1,5 | 0,10 | 0,10 | 0,15 | 1,0 | -    | 0,05 | 0,05 | -    | -    | -    |
| ФМо50     | 50              | -           | 3,0 | 0,50 | 0,10 | 0,50 | 2,0 | -    | 0,10 | 0,10 | -    | -    | -    |

Кроме того, сплав может содержать газы, суммарно до 100 см³ на 100 г сплава, в том числе кислород 0,02-0,05 %, азот 0,018-0,03 %, водород 10-25 см³. При хранении куски ферромолибдена адсорбируют влагу воздуха.

## Применение
Ферромолибден используют вместо чистого молибдена при легировании стали, чугуна и сплавов. Так, в стали содержание молибдена составляет от 0,1-0,3 % (легированная сталь) до 3-10 % (инструментальная сталь). Молибден улучшает закаливаемость и прокаливаемость стали, увеличивает её вязкость, ликвидирует отпускную хрупкость хромоникелевой стали, способствует сохранению свойств стали при высоких температурах. Добавка молибдена в чугун увеличивает его прочность и сопротивление износу.

## Получение

### Исходные материалы
Сырьём для производства ферромолибдена служат кварцево-молибденитовые, медно-молибденовые и молибдено-вольфрамовые руды, основным молибденсодержащим минералом которых является молибденит MoS2. Обогащают такое сырьё преимущественно флотацией. В результате обогащения получают молибденовые концентраты, содержащие до 35 % серы — как в составе сульфида молибдена MoS2, так и в сульфидах прочих элементов — меди, железа и т. п.

### Обжиг молибденовых концентратов
Для перевода молибдена в оксидную форму (MoO2, MoO3) молибденовый концентрат подвергают окислительному обжигу, при этом окисляются и сульфиды прочих металлов (железа, меди, никеля, цинка и т. п.). Процесс сопровождается выделением большого количества тепла, внешний подогрев здесь нужен преимущественно в конце обжига, когда сульфида молибдена в огарке остается немного. Обжиг осуществляют:
- в многоподовых печах, при температуре не выше 680—750 °C (во избежание больших потерь молибдена с довольно летучей трёхокисью молибдена MoO3).
- в барабанных вращающихся печах
- в печах кипящего слоя
- в электропечах с вращающимся кольцевым подом (при температурах до 1000—1150 °C — с организацией улавливания паров MoO3)

Отметим, что молибденитовые концентраты — один из источников получения рения. При обжиге последний образует летучий оксид Re2O7, удаляемый с печными газами и концентрирующийся в продуктах системы пылеулавливания (пыль, растворы).

### Получение ферромолибдена
Огарок от окислительного обжига молибденового концентрата восстанавливают на ферромолибден. При этом, в принципе, возможно использование углеродистого восстановителя, но образование карбидов здесь приводит к получению высокоуглеродистого сплава, тогда как содержание углерода в товарном ферромолибдене должно быть не выше 0,05-0,5 %, поэтому чаще (особенно в России) применяют силикотермическое восстановление. По одному из способов в качестве восстановителя при этом используют ферросилиций и (для обеспечения требуемой термичности) алюминий, силикоалюминий или ферросиликоалюминий. Для разжижения высококремнеземистого шлака этого процесса в шихту добавляют плавиковый шпат и известь. Кроме того, в шихту добавляют железную руду — как флюс и источник дополнительного железа и кислорода. Внепечное силикотермическое восстановление ведут в футерованном шамотом горне, установленном в песочное основание с углублением для выплавляемого сплава. Над горном устанавливают зонт системы пылеулавливания. Плавку ведут с верхним или нижним запалом (запальная смесь — смесь стружки магниевого сплава, алюминиевой крупки и селитры). После окончания основной реакции расплав выдерживают в горне для отстаивания корольков. По окончании процесса шлак выпускают и через жёлоб подают в бассейн для грануляции, блок ферромолибдена охлаждают и дробят. Отходы дробления переплавляют в небольшой (2,5 МВА) электропечи. Извлечение молибдена составляет 98,7-99 % (с учётом оборотов). Куски ферромолибдена могут быть очень неоднородны по составу, поэтому иногда организуют дополнительный рафинировочный переплав их.
Существует также метод прямого получения ферромолибдена из молибденита, без промежуточного обжига — восстановление углем в присутствии извести. Но образующийся сплав при этом сильно загрязнен серой и углеродом, непосредственно для легирования стали непригоден. Его рафинирование усложняет схему производства и увеличивает потери молибдена, поэтому в настоящее время этот метод не применяют.